# 西岡竜一朗
西岡 竜一朗（にしおか りゅういちろう、1976年1月21日 - ）は、日本の男性実業家、元俳優。山口県光市出身。既婚で1児の父。
ハーレーダビッドソンのカスタムショップ「有限会社セレクテッド」代表取締役。かつては徳馬企画、グランパパプロダクション、先駆舎に所属していた。父方の伯父は俳優の西岡徳馬、従妹は女優の優妃。

## 略歴
1996年に俳優デビュー。1999年、『救急戦隊ゴーゴーファイブ』の巽マトイ / ゴーレッド役で主演。その後もドラマ、映画、舞台を中心にして活動した。
2007年に引退。引退後は鈴木飛雄と共に、ハーレーダビッドソン専門のカスタムバイクショップ「セレクテッド」を立ち上げ現在に至る。俳優業は引退しているが、出演ドラマのイベントには継続して出演している。

## 人物・エピソード
趣味はゴルフ、スノーボード、映画鑑賞。プライベートでは、2007年2月18日に9年間付き合っていた女性と結婚。同年、第1子である長女が誕生。

### 『救急戦隊ゴーゴーファイブ』関連
第1話の撮影では、本物のレスキュー装備を着用し、実際に火が燃えている現場であったため、「この現場で殺される」「一年間耐えられない」と思ったという。
第3話でのマトイの振る舞いを横暴だと感じ、西岡は視聴者から批判を受けることも予想したが、先の展開で優しさを見せる機会があると信じ、フォローなしでナガレを怒る演技に挑んだという。マトイは音痴という設定で西岡自身も歌を苦手としていたため、第6話の歌うシーンでは様子見しながら歌っていたが、監督の長石多可男から気合を入れるよう叱咤され、がなるように歌ったという。西岡は、これにより真剣すぎるから笑える親しみやすいマトイになったと述懐している。
マトイの口癖である「気合いだ!」は西のアドリブで、台本に書かれるようになったときは嬉しかったという。
出演者は皆、カメラマンの松村文雄から怒られていたが、第19話の雨のシーンの撮影後に水着一枚でストーブにあたっていた西岡に松村が自身の上着を着せ、西岡は嬉しく思ったという。同話の撮影では他の共演者からも励まされ、皆に支えられているのを実感したと述懐している。
ゴーレッドのスーツアクターを務めた高岩成二は、西岡は芝居に対してストイックで拘りが強く、役柄をしっかり作り込んだ上で、高岩の演技もすべて観察し、セリフや感情の起伏を合わせていたと証言している。
かつては子供が嫌いであったが、『ゴーゴーファイブ』の撮影の下半期に入った頃から徐々に心境が変化し、ヒーローである自分達を応援する子供達の熱視線に感銘を受け、最終的には好きになったことをインタビューで明かした。
第41話にゲスト出演した真木蔵人は、共にいい作品を作ろうと思える兄貴分であったといい、ラストシーンでの敬礼は西岡から真木への敬意も込めていたと述べている。
挿入歌「Chance or Death」のラップパートの詞は、西岡が自ら志願して手掛けた。

## 出演

### テレビドラマ
- 上品ドライバー8（1996年9月27日、フジテレビ）
- 竜馬がゆく（1997年1月1日、TBS）
- いとしの未来ちゃん 第10話・最終話（1997年6月21日・28日、テレビ朝日）
- 爆裂!分身娘 第2話・最終話（1997年9月11日、フジテレビ）
- 月曜ドラマスペシャル（TBS）
  - 誰かが私を愛してる（1997年11月17日）
  - 西伊豆人情ツアー 御手洗華子の事件日誌（1999年1月18日） - 財前翔也 役
  - 税務調査官・窓際太郎の事件簿7（2001年6月11日） - 桐野武史 役
- せつない 第21話（1998年8月27日、テレビ朝日）
- 走れ公務員! 第3話（1998年10月27日、フジテレビ）
- スーパー戦隊シリーズ（テレビ朝日）
  - 救急戦隊ゴーゴーファイブ（1999年2月21日 - 2000年2月6日） - 主演・巽マトイ / ゴーレッド 役
  - 忍風戦隊ハリケンジャー 巻之二十四・最終巻（2002年8月4日・2003年2月9日） - 鼓六平 役（最終巻のみ特別出演）
- 大河ドラマ（NHK）
  - 元禄繚乱 第8回・第13回（1999年2月28日・4月4日） - 祐筆 役
  - 葵 徳川三代 第40回（2000年10月15日） - 永井直貞 役
- 土曜ワイド劇場（テレビ朝日）
  - タクシードライバーの推理日誌13（2000年8月26日）
  - お祭り弁護士・澤田吾朗（2002年1月12日） - 佐久間雄一 役
  - 科学捜査研究所・文書鑑定の女シリーズ（テレビ朝日） - 猪瀬正明 役
    - 警視庁科学捜査研究所・文書鑑定の女（2002年2月2日）
    - 科学捜査研究所・文書鑑定の女2（2004年2月7日）
    - 科学捜査研究所・文書鑑定の女3（2006年2月25日）

  - ぽっかや殺人事件カルテ2（2002年5月18日）
  - 25周年記念スペシャル 西村京太郎トラベルミステリー オリエント急行殺人事件（2003年1月4日） - 小暮 役
  - 殺人ロケ（2003年2月1日） - 都築洋介 役
  - 炎の警備隊長・五十嵐杜夫シリーズ（ABCテレビ・テレビ朝日系） - 森田明彦 役
    - 炎の警備隊長・五十嵐杜夫（2003年8月16日）
    - 炎の警備隊長・五十嵐杜夫3（2005年7月16日）

  - おとり捜査官・北見志穂シリーズ（テレビ朝日）
    - おとり捜査官・北見志穂6（2004年3月13日） - 佐々木直彦 役
    - おとり捜査官・北見志穂9（2005年5月28日） - 森山 役
- 金曜エンタテイメント サラリーマン刑事3（2000年9月15日、フジテレビ） - 沢田刑事 役
- 天才てれびくんワイド 魔界探偵 第1話（2000年9月18日 - 27日、NHK教育） - 本庄の息子 役
- はみだし刑事情熱系（テレビ朝日）
  - PART5 第5話（2000年11月1日） - 内田 役
  - PART7 第3話（2003年1月22日）
- ドラマスペシャル 反乱のボヤージュ（2001年10月6日・7日、テレビ朝日） - 安達清起 役
- 本家のヨメ 第2話 - 第6話、第9話・最終話（2001年10月15日 - 11月12日、12月3日・10日、よみうりテレビ・日本テレビ系）
- サラリーマン金太郎3 Fight.10（2002年3月10日、TBS） - 大須賀義助の手下 役- 今野努 役
- 月曜ミステリー劇場（TBS）
  - 検察官・沢木穂乃歌（2002年5月27日）
  - 早乙女千春の添乗報告書13 神戸・淡路湯けむりツアー殺人事件（2003年1月6日、TBS） - 仁科 役
  - 森村誠一サスペンス 棟居刑事シリーズ2「高層の死角」（2003年4月21日） - 中村刑事 役
- ダブルスコア 最終話（2002年12月17日、フジテレビ）
- 刑事☆イチロー 第3話（2003年1月29日、TBS） - 西井巡査 役
- 天罰屋くれない 闇の始末帖 第3話（2003年5月5日、テレビ朝日） - 田安右京介 役
- 金曜エンタテイメント 刑事調査官 玉坂みやこシリーズ（フジテレビ） - 玉坂政則 役
  - 刑事調査官 玉坂みやこ（2003年7月11日）
  - 刑事調査官 玉坂みやこ2（2004年8月20日）
- 水戸黄門 第32部 第8話「決戦! 加賀百万石 -能登山-」（2003年9月22日、TBS） - 石田甚之助 役
- 子連れ狼3 第3話（2004年7月19日、テレビ朝日） - 小田源八 役
- サスペンス特別企画 虚貌 顔のない殺人者（2005年7月7日、テレビ朝日） - 湯本弘和 役
- 翼の折れた天使たち 第三夜「アクトレス」（2006年3月1日、フジテレビ）

### 映画
- 二宮金次郎物語 愛と情熱のかぎり（1998年7月4日、二宮金次郎物語製作委員会）
- ゴジラ・モスラ・キングギドラ 大怪獣総攻撃（2001年12月15日、東宝） - 報道ヘリのカメラマン 役[2]
- 猿飛佐助 闇の軍団（2004年10月23日、シネマパラダイス）
- KAMACHOP カマチョップ（2008年1月5日、革命トマト）

### 舞台
- SASUKE（2006年8月30日、TACCS1179） - 服部半蔵 役

### オリジナルビデオ
- 内閣特務捜査官 ORDER2（1998年1月21日、ミュージアム） - アキラ 役
- スーパー戦隊シリーズ
  - 救急戦隊ゴーゴーファイブ スーパービデオ レスキューだましい五つのおしえ（1999年、講談社） - 主演・巽マトイ 役
  - 救急戦隊ゴーゴーファイブ 激突!新たなる超戦士（1999年7月9日、東映ビデオ） - 主演・巽マトイ / ゴーレッド 役
  - 救急戦隊ゴーゴーファイブVSギンガマン（2000年3月10日、東映ビデオ） - 主演・巽マトイ / ゴーレッド 役
  - 未来戦隊タイムレンジャーVSゴーゴーファイブ（2001年3月9日、東映ビデオ） - 巽マトイ / ゴーレッド 役